# Magallanes (Cavite)
Magallanes is een gemeente in de Filipijnse provincie Cavite. Bij de laatste census in 2007 had de gemeente bijna 19 duizend inwoners.

## Geografie

### Bestuurlijke indeling
Magallanes is onderverdeeld in de volgende 16 barangays:
| - Baliwag - Barangay 1 - Barangay 2 - Barangay 3 - Barangay 4 - Barangay 5 - Bendita I - Bendita II | - Caluangan - Kabulusan - Medina - Pacheco - Ramirez - Tua - San Agustin - Urdaneta |

## Demografie
Magallanes had bij de census van 2007 een inwoneraantal van 18.890 mensen. Dit zijn 800 mensen (4,4%) meer dan bij de vorige census van 2000. De gemiddelde jaarlijkse groei komt daarmee uit op 0,60%, hetgeen lager is dan het landelijk jaarlijks gemiddelde over deze periode (2,04%). Vergeleken met de census van 1995 is het aantal mensen met 1.775 (10,4%) toegenomen.

De bevolkingsdichtheid van Magallanes was ten tijde van de laatste census, met 18.890 inwoners op 73,07 km², 258,5 mensen per km².